# 第12空母打撃群
第12空母打撃群（だい12くうぼだげきぐん、英: Carrier Strike Group 12）は、アメリカ海軍の艦隊総軍隷下の4個空母打撃群のひとつである。原子力空母「ジェラルド・R・フォード」が艦隊旗艦を務める。

## 沿革
2023年10月9日、パレスチナ・イスラエル戦争に対応するために東地中海に派遣された。

## 所属部隊および艦艇
- 原子力空母
  - ジェラルド・R・フォード級航空母艦「ジェラルド・R・フォード」（USS Gerald R. Ford, CVN-78）（旗艦）
- 第12空母打撃群直属ミサイル巡洋艦
  - タイコンデロガ級ミサイル巡洋艦「ノーマンディー」（USS Normandy, CG-60）
  - タイコンデロガ級ミサイル巡洋艦「ヴィックスバーグ」（USS Vicksburg, CG-69）
- 第2駆逐戦隊（英語版）
  - アーレイ・バーク級ミサイル駆逐艦「スタウト」（USS Stout, DDG-55）
  - アーレイ・バーク級ミサイル駆逐艦「マクファール」（USS McFaul, DDG-74）
  - アーレイ・バーク級ミサイル駆逐艦「オスカー・オースチン」（USS Oscar Austin, DDG-79）
  - アーレイ・バーク級ミサイル駆逐艦「バルクリー」（USS Bulkeley, DDG-84）
  - アーレイ・バーク級ミサイル駆逐艦「メイソン」（USS Mason, DDG-87）
- 第8空母航空団（英語版）
  -  第31戦闘攻撃飛行隊（VFA-31 "Tomcatters"） - F/A-18E
  - 第37戦闘攻撃飛行隊（英語版）（VFA-37 "Ragin Bulls"） - F/A-18E
  - 第87戦闘攻撃飛行隊（英語版） （VFA-87 "Golden Warriors" - F/A-18E
  - 第213戦闘攻撃飛行隊（英語版） （VFA-213 "Black Lions"） - F/A-18F
  - 第124空中早期警戒飛行隊（英語版） （VAW-124 "Bear Aces"） - E-2D
  - 第142電子攻撃飛行隊（英語版） （VAQ-142 "Gray Wolves"） - EA-18G
  -  第40艦隊兵站支援飛行隊第2分遣隊 （VRC-40 Det.2 "Rawhides"） - C-2A
  -  第9ヘリコプター海上戦闘飛行隊 （HSC-9 "Tridents"） - MH-60S
  - 第70ヘリコプター海洋打撃飛行隊（英語版） （HSM-70 "Spartans"） - MH-60R

## 歴代司令官
|   | 氏名                               | 在職期間         |
| - | ---------------------------------- | ---------------- |
| 1 | ジェームズ・W・スティーブンソンJr. | 2004.9 - 2005.6  |
| 2 | レイモンド・A・スパイサー          | 2005.6 - 2007.2  |
| 3 | ダニエル・P・ホロウェイ            | 2007.2 - 2008.8  |
| 4 | ジョン・N・クリステンソン          | 2008.8 - 2009.10 |
| 5 | デビッド・バス                     | 2009.10 - 2010.9 |
| 6 | テリー・クラフト                   | 2010.9 - 2011.10 |